# Долни Цибър
До̀лни Цѝбър е село в Северозападна България, община Вълчедръм, област Монтана.

## География
Село Долни Цибър се намира на около 51 km север-североизточно от областния център град Монтана, около 15 km север-североизточно от град Вълчедръм, 21 km източно от Лом и 18 km запад-северозападно от Козлодуй. Разположено е в Западната Дунавска равнина, в Долноцибърската низина, близо до устието на река Цибрица и по речните тераси на река Дунав. Климатът е умереноконтинентален. Надморската височина на селото е около 30 m.
До Долни Цибър води откъм юг третокласният републикански път III-818, който пресича на около 2 km от селото второкласния републикански път II-11, водещ от община Видин към Никопол и преминаващ южно покрай село Горни Цибър.
Населението на село Долни Цибър, наброявало 1110 души при преброяването към 1934 г. и нараснало до 1535 към 1992 г., намалява до 1498 (по текущата демографска статистика за населението) към 2020 г.
При преброяването на населението към 1 февруари 2011 г., от обща численост 1586 лица, за 265 лица е посочена принадлежност към „българска“ етническа група, за 10 – към „турска“, за 1216 – към ромска, за 3 – към други, за 7 – не се самоопределят и за 85 не е даден отговор.

## История
В близост се намират непроучените основи на стара римска крепост от I век на име Цебрус, защитавала подстъпите при делтата на река Цибрица. Възможна етимология на името от император Тиберий (Тибериус – Циберус – Цебрус). Tук е станувала една конна част от V македонски легион. Крепостта е разрушавана многократно в античността. Възстановена е от император Юстиниан I. Тук е имало и голяма тухларна в античността. Император Диоклециан по време на своя визита е пренощувал в Цебрус. В селото се намира много стара джамия от над 400 г., построена с камъни от античната крепост.

## Обществени институции
Село Долни Цибър към 2021 г. е център на кметство Долни Цибър.
В село Долни Цибър към 2021 г. има:
- действащо читалище „Никола Йонков Вапцаров 1927“;[7][8]
- действащо общинско средно училище „Христо Ботев“;[9]
- адвентна църква;[10]
- пощенска станция.[11]

## Културни и природни забележителности
Северно от селото се намират резерват „Ибиша“ и защитена местност „Остров Цибър“, където гнездят редки птици. На запад от селото е Цибърското блато, което е с площ 185 ха. Представлява остатък от обширна в миналото естествена влажна зона с мозаечно разположена богата водна и водолюбива растителност и открити водни площи.

## Родени в Долни Цибър
- Кирил Делибалтов, бъдещ капудан паша на османския флот – по-известен като Сюлейман Балтоглу

## Редовни събития
Събор на 6 май, преплуване на река Дунав през август.
Новогодишна програма на 30 декември.